# پیش‌بینی‌های جمعیت انسانی

۱. پیش‌بینی رشد جمعیت جهان ۱۷۰۰–۲۱۰۰، ۲۰۲۲

جمعیت جهان بر اساس گروه سنی از سال ۱۹۵۰ تا ۲۱۰۰ (پیش‌بینی شده)

پیش‌بینی‌های جمعیت انسانی تلاش‌هایی برای برون‌یابی چگونگی تغییر جمعیت‌های انسانی در آینده هستند. این پیش‌بینی‌ها ورودی مهمی برای پیش‌بینی تأثیر جمعیت بر این سیاره و رفاه آینده بشریت هستند. مدل‌های رشد جمعیت، روندهای توسعه انسانی را در نظر می‌گیرند و پیش‌بینی‌هایی را برای آینده اعمال می‌کنند.این مدل‌ها از فرضیه‌هایی مبتنی بر روندها استفاده می‌کنند تا پیش‌بینی کنند جمعیت‌ها چگونه به نیروهای اقتصادی، اجتماعی و فناورانه پاسخ خواهند داد. هدف آن‌ها درک تأثیر این پاسخ‌ها بر نرخ باروری و مرگ‌ومیر است—و در نهایت، تحلیل رشد جمعیت را امکان‌پذیر می‌سازند.
بر پایهٔ پیش‌بینی‌های سال ۲۰۲۲ «بخش جمعیت سازمان ملل متحد» (بر اساس نمودار شماره ۱)، رشد سالانهٔ جمعیت جهان در سال ۱۹۶۳ به اوج خود رسید—یعنی ۲٫۳٪ در سال.
از آن زمان تاکنون این نرخ کاهش یافته و در سال ۲۰۲۳ به حدود ۰٫۹٪ رسیده است، که معادل افزایش تقریبی ۷۴ میلیون نفر در سال می‌باشد. همچنین، برآورد شده که این نرخ ممکن است تا سال ۲۱۰۰ به منفی ۰٫۱٪ نیز کاهش یابد، که نشان‌دهندهٔ آغاز کاهش تعداد جمعیت جهانی در پایان قرن است. بر این اساس، سازمان ملل متحد پیش‌بینی کرد که جمعیت جهان تا تاریخ ۲۰۲۳، ۸ میلیارد نفر خواهد بود با فرض کاهش مداوم میانگین نرخ باروری جهانی از ۲٫۵ تولد به ازای هر زن در دوره ۲۰۱۵–۲۰۲۰ به ۱٫۸ تا سال ۲۱۰۰ (پیش‌بینی با متغیر متوسط)، حدود سال ۲۰۸۴ به اوج خود یعنی حدود ۱۰٫۳ میلیارد نفر خواهد رسید، و سپس روند کاهشی آهسته‌ای را آغاز خواهد کرد.
با این‌حال، برآوردهایی خارج از چارچوب سازمان ملل متحد مدل‌های جایگزینی را ارائه کرده‌اند که بر فشارهای نزولی بیشتر بر نرخ باروری استوار هستند—برای مثال، اجرای موفق اهداف آموزشی و برنامه‌ریزی خانواده در چارچوب اهداف توسعهٔ پایدار سازمان ملل.
این مدل‌ها پیش‌بینی می‌کنند که نقطهٔ اوج جمعیت جهانی ممکن است *بین سال‌های ۲۰۶۰ تا ۲۰۷۰* رخ دهد، نه در اواخر قرن بیست‌ویکم، همان‌طور که در پیش‌بینی‌های سازمان ملل آمده است.
بر اساس گزارش سازمان ملل متحد، تمامی رشد پیش‌بینی‌شدهٔ جمعیت جهان در بازهٔ زمانی ۲۰۲۰ تا ۲۰۵۰ از کشورهای کمتر توسعه‌یافته خواهد بود.
بیش از نیمی از این رشد نیز *مربوط به منطقهٔ آفریقای زیرصحرایی (Sub-Saharan Africa)* است—ناحیه‌ای که به دلیل سهم بالای جمعیت جوان، نرخ‌های باروری نسبتاً بالا، و بهبود نسبی در بهداشت عمومی و کاهش مرگ‌ومیر کودکان، سهم تعیین‌کننده‌ای در آیندهٔ جمعیت جهانی خواهد داشت. نیمی از این رشد تنها از هشت کشور حاصل خواهد شد که پنج کشور از آنها در آفریقا هستند. سازمان ملل متحد پیش‌بینی می‌کند که جمعیت کشورهای جنوب صحرای آفریقا تا سال ۲۰۵۰ دو برابر خواهد شد. مرکز تحقیقات پیو مشاهده می‌کند که ۵۰٪ از تولدها در سال ۲۱۰۰ در آفریقا خواهد بود. سازمان‌های دیگر، به‌ویژه بر اساس بهبود آموزش زنان و اجرای موفقیت‌آمیز برنامه‌ریزی خانواده، سطوح پایین‌تری از رشد جمعیت در آفریقا را پیش‌بینی می‌کنند.

۲. چشم‌انداز جمعیت جهان، پیش‌بینی ۲۰۲۲

در ادامهٔ قرن بیست‌ویکم، برخی کشورها با رشد جمعیت مواجه خواهند شد، در حالی‌که جمعیت برخی دیگر کاهش خواهد یافت. به‌عنوان نمونه، سازمان ملل پیش‌بینی می‌کند که نیجریه با افزایش حدود ۳۴۰ میلیون نفر—تقریباً برابر با جمعیت کنونی ایالات متحده—به سومین کشور پرجمعیت جهان تبدیل شود.
در مقابل، چین پیش‌بینی می‌شود تقریباً نیمی از جمعیت خود را از دست بدهد، کاهش شدیدی که عمدتاً ناشی از نرخ پایین باروری، پیری جمعیت و پیامدهای بلندمدت سیاست تک‌فرزندی پیشین این کشور خواهد بود.
با وجود کاهش مداوم نرخ باروری جهانی، نمودار شماره ۲ نشان می‌دهد که به‌دلیل وجود «تکانهٔ جمعیتی» (*population momentum*)، جمعیت جهان همچنان به رشد خود ادامه خواهد داد—هرچند با نرخی آهسته‌تر و پیوسته—و این روند تا حدود اواسط دههٔ ۲۰۸۰ میلادی (بر اساس خط میانهٔ پیش‌بینی) ادامه خواهد داشت.
عامل اصلی رشد جمعیت بلندمدت در آیندهٔ جهان، *تحول مداوم در نرخ‌های باروری و مرگ‌ومیر* پیش‌بینی شده است.
این دو عامل—یعنی تعداد فرزندان متولدی که هر زن به دنیا می‌آورد و همچنین میانگین طول عمر افراد—نقشی کلیدی در تعیین روند تغییرات جمعیتی ایفا می‌کنند. با کاهش نرخ باروری در بسیاری از نقاط جهان و افزایش امید به زندگی، الگوهای رشد جمعیت دستخوش تغییراتی بنیادین شده‌اند.

## عوامل مؤثر بر تغییر جمعیت
جمعیت یک کشور یا منطقه از طریق تعامل سه عامل اصلی جمعیت‌شناختی تغییر می‌کند: باروری، مرگ‌ومیر و مهاجرت.

### باروری

نقشه کشورها بر اساس نرخ باروری (۲۰۲۳)، طبق گزارش دفتر مرجع جمعیت

باروری معمولاً با شاخصی به‌نام نرخ باروری کل (TFR) سنجیده می‌شود—یعنی میانگین تعداد فرزندانی که انتظار می‌رود یک زن در طول عمر خود به دنیا بیاورد.
از آنجا که امید به زندگی در سطح جهانی به‌سمت مقادیر یکنواخت و پایداری حرکت می‌کند، تغییرات نرخ باروری به‌عنوان عامل اصلی در تعیین روند آیندهٔ رشد جمعیت شناخته می‌شود. در واقع، تفاوت در زادآوری بیش از آنکه ناشی از طول عمر باشد، ناشی از تصمیماتی‌ست که دربارهٔ فرزندآوری گرفته می‌شود و تحت تأثیر عوامل اجتماعی، فرهنگی و اقتصادی است.
در مناطقی که نرخ باروری بالا است، جمعیت‌شناسان معمولاً فرض می‌کنند که این نرخ به‌مرور کاهش می‌یابد و در نهایت در سطحی نزدیک به دو فرزند به‌ازای هر زن تثبیت خواهد شد.
در دورهٔ ۲۰۱۵ تا ۲۰۲۰، نرخ باروری متوسط جهانی ۲٫۵ فرزند به‌ازای هر زن بود—تقریباً نصف میزان آن در دورهٔ ۱۹۵۰ تا ۱۹۵۵ (۵ فرزند به‌ازای هر زن). در سناریوی میانه، پیش‌بینی می‌شود که نرخ باروری جهانی تا دورهٔ ۲۰۴۵ تا ۲۰۵۰ به ۲٫۲ کاهش یابد و تا سال‌های ۲۰۹۵ تا ۲۱۰۰ به ۱٫۸ برسد.

### مرگ و میر
اگر نرخ مرگ‌ومیر نسبتاً بالا باشد و در نتیجه امید به زندگی نیز پایین باقی بماند، تغییرات در مرگ‌ومیر می‌تواند تأثیری چشمگیر بر رشد جمعیت داشته باشد.
اما زمانی‌که نرخ مرگ‌ومیر کاهش یافته و امید به زندگی افزایش یافته باشد، هرگونه تغییر در مرگ‌ومیر تأثیر نسبتاً اندکی بر رشد جمعیت خواهد داشت.
از آنجا که مرگ و میر کودکان در چند دهه گذشته به‌طور قابل توجهی کاهش یافته است، امید به زندگی جهانی در بدو تولد، از ۴۸ سال در ۱۹۵۰–۱۹۵۵ به ۶۷ سال در ۲۰۰۰–۲۰۰۵ افزایش یافته است، انتظار می‌رود که این افزایش ادامه یابد و در ۲۰۴۵–۲۰۵۰ به ۷۷ سال و در ۲۰۹۵–۲۱۰۰ به ۸۳ سال برسد. در مناطق توسعه‌یافته، افزایش امید به زندگی از ۷۶ سال در دورهٔ ۲۰۰۰–۲۰۰۵ به ۸۴ سال در دورهٔ ۲۰۴۵–۲۰۵۰ و به ۹۰ سال در سال‌های ۲۰۹۵–۲۱۰۰ پیش‌بینی شده است.
در مقابل، در کشورهای کمتر توسعه‌یافته که امید به زندگی در دورهٔ ۲۰۰۰–۲۰۰۵ اندکی کمتر از ۶۶ سال بوده است، انتظار می‌رود این رقم به ۷۶ سال در دورهٔ ۲۰۴۵–۲۰۵۰ و به ۸۱ سال تا سال ۲۱۰۰ افزایش یابد.

### مهاجرت
مهاجرت می‌تواند تأثیر قابل توجهی بر تغییر جمعیت داشته باشد. مهاجرت جهانی از جنوب به جنوب ۳۸ درصد و از جنوب به شمال ۳۴ درصد از کل مهاجرت‌ها را تشکیل می‌دهد. برای مثال، سازمان ملل متحد گزارش می‌دهد که در طول دوره ۲۰۱۰ تا ۲۰۲۰، چهارده کشور شاهد ورود خالص بیش از یک میلیون مهاجر بوده‌اند، در حالی که ده کشور شاهد خروج خالص با نسبت‌های مشابه بوده‌اند. بزرگترین جریان‌های مهاجرتی در پاسخ به تقاضا برای کارگران در کشورهای دیگر (بنگلادش، نپال و فیلیپین) یا به دلیل ناامنی در کشور مبدا (میانمار، سوریه و ونزوئلا) بوده است.بلاروس، استونی، آلمان، مجارستان، ایتالیا، ژاپن، روسیه، صربستان و اوکراین طی دههٔ گذشته با خالص ورود مهاجران مواجه بوده‌اند—پدیده‌ای که تا حدی به جبران کاهش جمعیت ناشی از نرخ منفی رشد طبیعی (تولدها منهای مرگ‌ومیر) کمک کرده است.